# Ландграф
Ландграф (від нім. Landgraf — граф землі, країни; лат. Comes Provincialis) — у середньовічній Німеччині титул князів, положення яких було схожим на положення герцогів. На них лежав обов'язок не тільки у своєму графстві, а й у більш обширній області: підтримувати мир, а в разі війни давати кому потрібно збройне прикриття. У такому сенсі цей титул належав тільки Тюрингії та Ельзасу, але його носили і багато інших князів, які не мали таких повноважень.